# Martine Dardenne
Martine Dardenne est une femme politique belge de langue française née à Arlon le 12 mars 1946.
Elle est élue au Sénat le 30 juin 1989 et y siège jusqu'au 13 juin 1999.
Elle est élue à la Chambre des représentants le 13 juin 1999 en tant que députée Ecolo de la circonscription électorale Namur-Dinant-Philippeville. Elle siège jusqu'au 10 avril 2003, date de la fin de la 50e législature de la Chambre.
Elle est chevalier de l'Ordre de Léopold.

## Distinctions
- Chevalier de l'ordre de Léopold